# Frank Heidtmann
Frank Heidtmann (* 17. November 1937 in Lietzow; † 7. November 2023) war ein deutscher Bibliothekswissenschaftler und Hochschullehrer.

## Leben
Nach dem Diplom 1967 an der FU Berlin und der Promotion zum Dr. rer. pol. 1974 wurde er Professor an der FU Berlin und später an der HU Berlin. 2003 trat er in den Ruhestand.
Seine Lehr- und Forschungsgebiete waren Grundlagen des Bibliothekswesens, Bibliotheksbenutzung, Öffentlichkeits- und Programmarbeit, Schrift-, Buch- und Bibliotheksgeschichte, Buchkunde und Informationsdidaktik. Heidtmann war Autor bzw. Mitautor zahlreicher bibliographischer "Orientierungshilfen" im Berlin-Verlag Arno Spitz.
Frank Heidtmann ruht auf dem Friedhof Schöneberg III.

## Schriften (Auswahl)
- Zur Theorie und Praxis der Benutzerforschung. Unter besonderer Berücksichtigung der Informationsbenutzer von Universitätsbibliotheken. Verlag Dokumentation, München-Pullach 1971, ISBN 3-7940-3200-4.

- Materialien zur Benutzerforschung. Aus einer Pilotstudio ausgewählter Benutzer der Universitätsbibliothek der Technischen Universität Berlin. Berlin 1971, ISBN 3-7940-4003-1.
- Die bibliothekarische Berufswahl. Eine empirische Untersuchung der Berufswahl des Bibliothekars des gehobenen Dienstes an öffentlichen und wissenschaftlichen Bibliotheken. Pullach 1974, ISBN 3-7940-3197-0.
- (mit Ludwig Muth): Bücher als Hilfe zur Selbsthilfe. Individuelle und gesellschaftliche Erfahrungen. In: Archiv zur Soziologie und Wirtschaftsfragen des Buchhandels, Bd. 33 (1975), S. 63–148.
- Zur Soziologie von Bibliothek und Bibliothekar. Betriebs- und organisationssoziologische Aspekte (= Materialien der Arbeitsstelle für das Bibliothekswesen, Bd. 6). Deutscher Bibliotheksverband, Berlin 1976, ISBN 3-87068-706-1.
- mit Hans-Joachim Bresemann und Rolf H. Krauss: Die deutsche Photoliteratur, 1839–1978. Theorie, Technik, Bildleistungen; eine systematische Bibliographie der selbständigen deutschsprachigen Photoliteratur. München 1980, ISBN 3-598-10026-4.
- Bibliographie der Photographie. Deutschsprachige Publikationen der Jahre 1839 - 1984. 2. Aufl. Zwei Bände. Saur, München 1989, ISBN 3-598-10829-X.
- mit Wilfried Lagler: Wie finde ich Literatur zur Mathematik und Informatik. Ein Leitfaden zu den Sach- und Literaturauskunftsmitteln für Studenten, Dozenten und Praktiker. 2. Aufl. Berlin 1993, ISBN 3-87061-401-3.